# Jean Basile Bezroudnoff
Jean Basile Bezroudnoff (Paris 15e, 5 janvier 1932 - Montréal, 10 février 1992) est un journaliste, écrivain, et éditeur québécois d'origine russe et française.

## Biographie
Après des études universitaires à Paris, Jean Basile Bezroudnoff immigre au Canada et s'établit à Montréal. Il travaille comme journaliste (à partir de 1962), puis comme critique littéraire pour le quotidien Le Devoir avant d'être nommé chef de la section littéraire du même journal en 1964.  
En 1967, il quitte ce poste pour fonder collaborer à la fondation, en 1970, du magazine contre-culturel Mainmise, considérée comme « une revue d'avant-garde en matière ésotérique ». 
Bezroudnoff revient travailler comme critique littéraire pour Le Devoir en 1973. Après avoir brièvement administré la maison des Éditions de l'Aurore, il fonde lui-même une nouvelle maison d'édition en 1979, les Éditions Jean Basile. En 1984, reprend un poste de journaliste, cette fois pour le quotidien montréalais La Presse. 
Au cours des décennies 1960, 1970 et 1980, Jean Basile Bezroudnoff publie de nombreuses oeuvres dont des romans, des essais, et des pièces de théâtre. Selon le Dictionnaire des auteurs de langue française en Amérique du Nord, « les romans de Jean Basile présentent autant de désinvolture, d'humour et de fantaisie que de réflexion et de réalisme; l'auteur accorde une large part aux questions d'esthétique et vise au renouvellement des formes romanesques ».  
Un fonds d'archives portant sur Jean Basile Bezroundnoff est conservé au Centre de recherche en civilisation canadienne-française de l'Université d'Ottawa. 

## Œuvres

### Romans
- Lorenzo, Montréal, Les Éditions du Jour, 1963.
- La Jument des mongols; Montréal, Les Éditions du Jour, 1964.
- Journal poétique, 1964-1965: Élégie pour apprendre à vivre suivie de Pièces brèves; Montréal, Les Éditions du Jour, 1965.
- Le Grand Khan; Montréal, éditions Estérel, 1967.
- Les Voyages d'Irkoutsk; Montréal, HMH, 1970.
- Le piano-trompette; Montréal, VLC, 1983.
- Me déshabiller n'a jamais été une tâche facile, Anjou, Fides, 2016 (posthume).

### Essais
- L'écriture de radio-télé, suivi de suggestions de Robert Choquette; Montréal, Société Radio-Canada, 1976.
- Coca et Cocaïne; Montréal, Éditions de l'Aurore, 1977.
- La Marijuana; Montréal, Éditions de l'Aurore, 1977.
- Sortir; Montréal, L'Aurore, 1978.
- La Culture du cannabis: de la fibre textile à la résine psychoactive: un vade mecum pour l'agriculteur amateur; Montréal, Jean Basile éditeur, 1980.
- L'essentiel sur le droit d'auteur; Québec, Ministère des Affaires culturelles, 1982.
- Iconoclaste pour Pier Paolo Pasolini. Discours poétique sur les gais, le féminisme, et les nouveaux mâles; Montréal, VLB éditeur, 1983.
- Le Tarot des amoureux: une analyse sexuelles des arcanes majeures et des lames mineures du tarot de Marseille; [s.l.] Jean Basile éditeur, [s.d.].

### Pièces de théâtre
- Joli Tambour; Montréal, Les Éditions du Jour, 1966.
- Adieu... Je pars pour Viazma!, Montréal, l'Hexagone, 1987.